# عائشة بنت أبي بكر
عَائِشَةُ بِنْتُ أَبِي بَكْرٍ التَّيْمِيَّةُ الْقُرَشِيَّةُ (توفيت سنة 58 هـ/678م) ثالث زوجات الرسول محمد وإحدى أمهات المؤمنين، والتي لم يتزوج امرأة بكرًا غيرها. وهي بنت الخليفة الأول للنبي محمد أبي بكر بن أبي قحافة. وقد تزوجها النبي محمد بعد غزوة بدر في شوال سنة 2 هـ، وكانت من بين النساء اللواتي خرجن يوم أحد لسقاية الجرحى. اتُهمت عائشة في حادثة الإفك، إلى أن برّأها الوحي بآيات قرآنية نزلت في ذلك وفق مُعتقد أهل السُنَّة والجماعة خصوصًا. كان لملازمة عائشة للنبي محمد دورها في نقل الكثير من أحكام الدين الإسلامي والأحاديث النبوية، حتى قال الحاكم في المستدرك: «إنَّ رُبْعَ أَحْكَامَ الشَّرِيعَةِ نُقِلَت عَن السَّيِّدَة عَائِشَة.»، وكان أكابر الصحابة يسألونها فيما استشكل عليهم، فقد قال أبو موسى الأشعري: «مَا أُشكلَ عَلَيْنَا أَصْحَاب رَسُوْل الْلَّه ﷺ حَدِيثٌ قَطُّ فَسَأَلْنَا عَائِشَةَ، إلَّا وَجَدْنَا عِنْدَهَا مِنْهُ عِلْمًا». وكانت من الفصاحة والبلاغة ما جعل الأحنف بن قيس يقول: «سَمِعْتُ خُطْبَةَ أَبِي بَكْرٍ الصِّدِّيقِ، وَعُمَرَ بْنِ الْخَطَّابِ، وَعُثْمَانَ بْنِ عَفَّانَ، وَعَلِيِّ بْنِ أَبِي طَالِبٍ  وَالْخُلَفَاءِ هَلُمَّ جَرًا إِلَى يَوْمِي هَذَا، فَمَا سَمِعْتُ الْكَلامَ مِنْ فَمِ مَخْلُوقٍ، أَفْخَمَ، وَلا أَحْسَنَ مِنْهُ مِنْ فِي عَائِشَةَ ».
تختلفُ نظرة أكبر طائفتين إسلاميتين إلى عائشة اختلافًا ملحوظًا، فبينما يجُلَّها أهلُ السُنَّة ويُحيطونها بالحفاوة والتكريم، ينتقدها الشيعة الاثنا عشريّة انتقادًا كبيرًا يصلُ عند طائفةٍ واسعة منهم إلى حد اللعن والتبرؤ والسب، ويتهمونها بعداء أهل البيت وبتسميم الرسول مُحمَّد. وكان هذا التباين الواسع في النظرة سببًا رئيسيًا في توسيع الهوَّة بين أهل السُنَّة والشيعة الاثنا عشريَّة، وعُنصرًا محوريًا في الخلاف السُني الشيعي. وقد حاول بعضُ العلماء الشيعة القضاء على الفتنة، فأصدروا العديد من الفتاوى الشرعيَّة التي تُحرّم سب عائشة والصَّحابة أو التعرُّض لها بأي شكلٍ مُهين، مُعتبرين أنَّ ذلك إهانة لِشرف الرسول مُحمَّد وخدمة لأعداء الإسلام.

## نسبها ومولدها

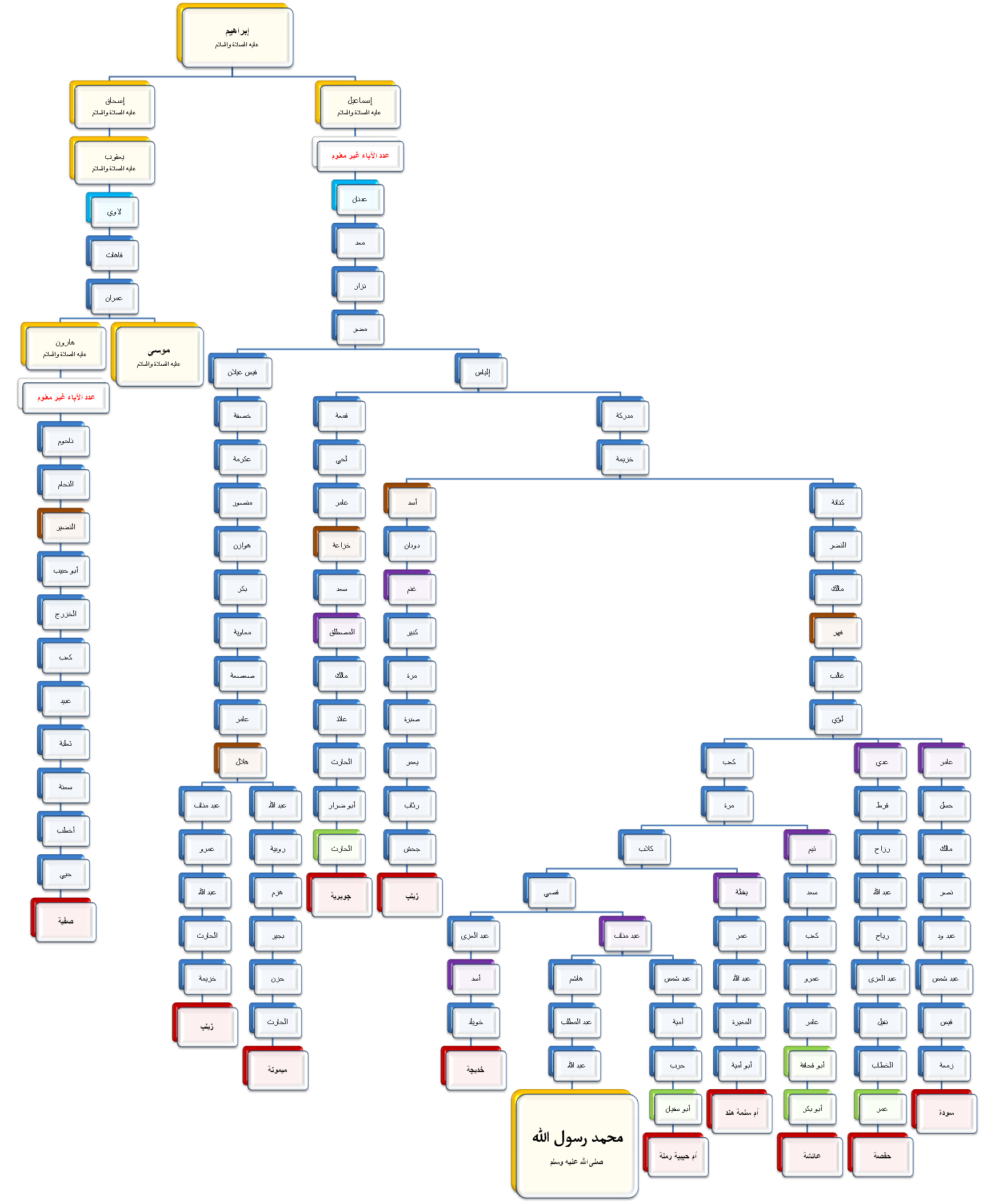
شجرة نسب عائشة والتقاؤه بنسب النبي مُحمَّد وبأنساب باقي أمهات المؤمنين.

تنتمي عائشة إلى بني تيم وهم بطن من قريش، فهي عائشة بنت أبي بكر عبد الله بن أبي قحافة عثمان بن عامر بن عمرو بن كعب بن سعد بن تيم بن مرة بن كعب، فيلتقي نسبها مع النبي محمد في مرة بن كعب. وأبوها هو أبو بكر الصديق خليفة النبي محمد، وصاحبه في رحلة هجرته من مكة إلى يثرب، وأمها أم رومان بنت عامر من بني مالك بن كنانة أسلمت وهاجرت. ولعائشة من الإخوة عبد الرحمن وهو أخوها لأمها وأبيها، وعبد الله وأسماء وأمهما قتيلة بنت عبد العزى العامرية، ومحمد وأمه أسماء بنت عميس، وأم كلثوم وأمها حبيبة بنت خارجة. وكانت عائشة تُكنّى بأم عبد الله بابن أختها عبد الله بن الزبير.
هناك خلاف حول تحديد تاريخ ميلاد عائشة بنت أبي بكر، فالشائع أن عائشة تزوجت النبي محمد وهي ابنة تسع سنين وذلك في شوال من السنة الثانية للهجرة، وهو ما ورد في صحيحي البخاري ومسلم برواية عائشة نفسها، فيكون مولدها قبل الهجرة بسبع سنين.
بعض الأبحاث المُعاصرة تُشكك في صحة ما قيل عن تاريخ مولد عائشة، وذلك استنادًا إلى عمر أختها أسماء التي كانت تكبرها ببضع عشرة سنين، وقد ماتت أسماء سنة 73 هـ، عن عمر ناهز مائة سنة، ويقول ابن حجر العسقلاني أن أبي نعيم الأصبهاني قال بأن أسماء بنت أبي بكر وُلدت قبل الهجرة بسبع وعشرين سنة، والبضع في اللغة بين الثلاثة والتسعة في التعداد، فيكون عمر عائشة وقت زواجها بالنبي محمد بين العشرة والست عشرة سنة.

## سيرتها

### في بيت النبي محمد

#### الخطبة والزواج
قبل الهجرة بسنتين وبعد وفاة خديجة بنت خويلد، جاءت خولة بنت حكيم إلى النبي محمد تسأله أن يتزوج، فسألها: «وَمَن؟»، قالت: «إِنْ شِئْتَ بِكْرًا، وَإِنْ شِئْتَ ثَيِّبًا»، فقال: «وَمَنِ البِكْرُ وَمَنِ الثَّيِّب؟» فذكرت له البكر عائشة والثيب سودة بنت زمعة، فقال: «فَاذْكُرِيْهِمَا عَلَيّ.» فذهبت خولة إلى أم رومان بنت عامر أم عائشة، وذكرت لها الأمر، فقالت: «اِنْتَظِرِي فَإِنَّ أَبَا بَكْرَ آتٍ». وكان المطعم بن عدي قد ذكرها على ابنه، فأتى أبو بكر المطعم، فقال: «مَا تَقُوْلُ فِي أَمْرِ هَذِهِ الجَارِيَةِ؟» فسأل المطعم زوجته، فقالت لأبي بكر: «لَعَلَّنَا إِن أَنْكَحْنَا هَذَا الفَتَى إِلَيْكَ تُصِيْبَهُ وَتُدخِلَهُ فِي دِيْنِكَ الَذي أَنتَ عَلَيْهِ»، فرأى أبو بكر في ذلك إبراءً لذمته من خطبة المطعم لعائشة، وقال لخولة: «قُولِي لِرَسُولِ الله ﷺ فَلْيَأْتِ»، فجاء النبي محمد وخطبها.
هاجرت عائشة إلى المدينة بعد هجرة النبي محمد بصحبة طلحة بن عبيد الله وأخيها عبد الله وأمها أم رومان وأختها أسماء، وزيد بن حارثة وأبي رافع مولى النبي محمد وابنتي النبي محمد أم كلثوم وفاطمة وسودة بنت زمعة وأم أيمن وابنها أسامة بن زيد. وبنى النبي محمد بعائشة بعد غزوة بدر في شوال 2 هـ، فكانت عائشة تقول: «تَزَوَّجَنِي رَسُولُ اللَّهِ ﷺ فِي شَوَّالٍ وَبَنَى بِي فِي شَوَّالٍ فَأَيُّ نِسَاءِ رَسُولَ اللَّهِ ﷺ كَانَت أَحْظَى عِنْدَهُ مِنِّي». وتروي عائشة قصة يوم زواجها، قائلة: «قَدِمْنَا الْمَدِينَةَ فَوُعِكْتُ شَهْرًا فَوَفَى شَعْرِي جُمَيْمَةً فَأَتَتْنِي أُمُّ رُومَانَ وَأَنَا عَلَى أُرْجُوحَةٍ وَمَعِي صَوَاحِبِي فَصَرَخَتْ بِي فَأَتَيْتُهَا وَمَا أَدْرِي مَا تُرِيدُ بِي فَأَخَذَتْ بِيَدِي فَأَوْقَفَتْنِي عَلَى الْبَابِ فَقُلْتُ هَهْ هَهْ حَتَّى ذَهَبَ نَفَسِي فَأَدْخَلَتْنِي بَيْتًا فَإِذَا نِسْوَةٌ مِنْ الْأَنْصَارِ فَقُلْنَ عَلَى الْخَيْرِ وَالْبَرَكَةِ وَعَلَى خَيْرِ طَائِرٍ فَأَسْلَمَتْنِي إِلَيْهِنَّ فَغَسَلْنَ رَأْسِي وَأَصْلَحْنَنِي فَلَمْ يَرُعْنِي إِلَّا وَرَسُولُ اللَّهِ ﷺ ضُحًى فَأَسْلَمْنَنِي إِلَيْهِ». وقد وصفت عائشة جهاز حجرتها فقالت: «قَالَتْ:إِنَّمَا كَانَ فِرَاشُ رَسُولِ اللَّهِ ﷺ الَّذِي يَنَامُ عَلَيْهِ أَدَمًا حَشْوُهُ لِيفٌ».
وتروي عائشة حديثًا عن النبي محمد أنه رأى في منامه جبريل، وقد جاء بها في ثوب من حرير، وقال له: «هَذِهِ امْرَأَتِك»، فرد النبي بقوله: «إنْ يَكُن هَذَا مِنْ عِنْدِ اللهِ يُمضِهِ». وفي حديث آخر أن جبريل قال: «هَذِهِ زَوْجَتُكَ فِي الدُنيَا وَالآخِرَة».

#### غيرة الضرائر
تشير الكثير من المواقف التي نقلتها كتب السير والتراجم التي أرّخت لتلك الفترة إلى وجود مظاهر لغيرة بين عائشة وزوجات النبي محمد الأخريات. وهو ما أقرت به عائشة حين صنّفت زوجاته في حزبين، الأول فيه عائشة وحفصة وصفية وسودة، والآخر ضم أم سلمة وبقية نساء النبي محمد. أحب النبي محمد عائشة أكثر من نسائه، وهو ما أدركه المسلمون، فكانوا يؤخرون هداياهم حتى يكون في بيت عائشة، وهو ما أدركته أمهات المؤمنين، فندبن أم سلمة لتسأل النبي أن يكلم الناس في ذلك، فقال: «مَنْ أَرَادَ أَنْ يُهْدِيَ إِلَى رَسُولِ اللَّهِ هَدِيَّةً فَلْيُهْدِهَا إِلَيْهِ حَيْثُ كَانَ». ورغم تلك المحبة، إلا أن ذلك لم يمنعها من الغيرة من زوجاته الأخريات، ففي حجة الوداع خرج النبي بزوجاته، وكانت عائشة على جمل خفيف ومعها متاع قليل، فيما كانت صفية على جمل بطيء ومعها متاع ثقيل، فأمر النبي محمد أن يتبادلا راحلتيهما حتى يسرع الركب. فغضبت عائشة، وقالت: «يَا لَعِبَادِ اللَّهِ، غَلَبَتْنَا هَذِهِ الْيَهُودِيَّةُ عَلَى رَسُولِ اللَّهِ»، فشرح لها النبي سبب ما فعل، فقالت: «أَلَسْتَ تَزْعُمُ أَنَّكَ رَسُولُ اللَّهِ؟»، فتبسم وقال: «أَفِي شَكٍّ أَنْتِ يَا أُمَّ عَبْدِ اللَّهِ؟»، فقالت: «أَلَسْتَ تَزْعُمُ أَنَّكَ رَسُولُ اللَّهِ أَفَهَلا عَدَلْتَ؟». فسمعها أباها، فهمّ بضربها، فأوقفه النبي محمد وقال له: «إِنَّ الْغَيْرَى لا تُبْصِرُ أَسْفَلَ الْوَادِي مِنْ أَعْلاهُ».
وقد كانت عائشة أكثر زوجات النبي غيرة وأشدهن حساسية في ذلك، فيُروى أنها قالت: «مَا رَأَيْتُ صَانِعَةَ طَعَامٍ مِثْلَ صَفِيَّةَ ، بَعَثَتْ إِلَى رَسُولِ اللَّهِ ﷺ بِإِنَاءٍ فِيهِ طَعَامٌ، فَضَرَبْتُهُ بِيَدِي فَكَسَرْتُهُ، فَقُلْتُ: يَا رَسُولَ اللَّهِ، مَا كَفَّارَةُ هَذَا؟ قَالَ : "إِنَاءٌ مَكَانُ إِنَاءٍ، وَطَعَامٌ مَكَانُ طَعَامٍ"». كما كانت تغار من زوجته الأولى خديجة رغم وفاتها، وتقر بذلك وتحكي : «سْتَأْذَنَتْ هَالَةُ بِنْتُ خُوَيْلِدٍ أُخْتُ خَدِيجَةَ عَلَى رَسُولِ اللَّهِ ﷺ فعْرِفُ اسْتِئْذَانَ خَدِيجَةَ وَارْتَاعَ لِذَلِكَ، فَقَالَ: اللَّهُمَّ هَالَةَ. قَالَتْ: فَغِرْت، فَقُلْت: مَا تَذْكُرُ مِنْ عَجُوزٍ مِنْ عَجَائِزِ قُرَيْشٍ حَمْرَاءَ الشِّدْقَيْنِ هَلَكَتْ فِي الدَّهْرِ، قَدْ أَبْدَلَك اللَّهُ خَيْرًا مِنْهَا». فقال النبي محمد: «مَا أَبْدَلَنِي اللَّهُ بِهَا خَيْرًا مِنْهَا، لَقَدْ آمَنَتْ بِي حِينَ كَفَرَ النَّاسُ، وَصَدَّقَتْنِي حِينَ كَذَّبَنِي النَّاسُ، وَأَشْرَكَتْنِي فِي مَالِهَا حِينَ حَرَمَنِي النَّاسُ، وَرَزَقَنِي اللَّهُ وَلَدَهَا وَحَرَمَنِي وَلَدَ غَيْرِهَا.» فقالت: «وَاللَّهِ لا أُعَاتِبُك فِيهَا بَعْدَ الْيَوْمِ».
وكما كانت عائشة تغير من أزواج النبي، كُنّ كذلك يغرن منها. أرسلن يومًا إليه فاطمة (أحب بناته)، وكان في بيت عائشة لتقول له: «يَا رَسُولَ اللَّهِ، إِنَّ أَزْوَاجَكَ أَرْسَلْنَنِي إِلَيْكَ يَسْأَلْنَكَ الْعَدْلَ فِي ابْنَةِ أَبِي قُحَافَةَ»، فقال لها: «أَيْ بُنَيَّةُ أَلَسْتِ تُحِبِّينَ مَا أُحِبُّ»، فقالت: «بَلَى»، فقال: «فَأَحِبِّي هَذِهِ». فرجعت فاطمة لهن، وأخبرتهن الخبر، فأرسلن زينب بنت جحش بنفس القول، ثم وقعت زينب بعائشة، فاستطالت عليها، فردّت عائشة، فتبسم النبي محمد وقال: «إِنَّهَا ابنَةُ أَبِيْ بَكْر». وفي موقف آخر، غارت عائشة من مكث النبي محمد عند زوجته زينب بنت جحش التي كانت تسقيه عندها العسل، فتواصت هي وحفصة عند دخول النبي محمد على أي منهما أن تقل له: «إِنِّي أَجِدُ مِنْكَ رِيحَ مَغَافِيرَ، أَكَلْتَ مَغَافِيرَ(1)»، فقال: «لا بَأْسَ شَرِبْتُ عَسَلا عِنْدَ زَيْنَبَ، وَلَنْ أَعُودَ لَهُ». فنزل الوحي بآية: ﴿يَا أَيُّهَا النَّبِيُّ لِمَ تُحَرِّمُ مَا أَحَلَّ اللَّهُ لَكَ تَبْتَغِي مَرْضَاةَ أَزْوَاجِكَ وَاللَّهُ غَفُورٌ رَحِيمٌ ۝١ قَدْ فَرَضَ اللَّهُ لَكُمْ تَحِلَّةَ أَيْمَانِكُمْ وَاللَّهُ مَوْلَاكُمْ وَهُوَ الْعَلِيمُ الْحَكِيمُ ۝٢ وَإِذْ أَسَرَّ النَّبِيُّ إِلَى بَعْضِ أَزْوَاجِهِ حَدِيثًا فَلَمَّا نَبَّأَتْ بِهِ وَأَظْهَرَهُ اللَّهُ عَلَيْهِ عَرَّفَ بَعْضَهُ وَأَعْرَضَ عَنْ بَعْضٍ فَلَمَّا نَبَّأَهَا بِهِ قَالَتْ مَنْ أَنْبَأَكَ هَذَا قَالَ نَبَّأَنِيَ الْعَلِيمُ الْخَبِيرُ ۝٣ إِنْ تَتُوبَا إِلَى اللَّهِ فَقَدْ صَغَتْ قُلُوبُكُمَا وَإِنْ تَظَاهَرَا عَلَيْهِ فَإِنَّ اللَّهَ هُوَ مَوْلَاهُ وَجِبْرِيلُ وَصَالِحُ الْمُؤْمِنِينَ وَالْمَلَائِكَةُ بَعْدَ ذَلِكَ ظَهِيرٌ ۝٤﴾ [التحريم:1–4].
وقد ذكر الشوكاني في فتح القدير، أن النبي محمد قد أصاب جاريته مارية القبطية (أم ولده إبراهيم) في غرفة زوجته حفصة في يوم عائشة، فغضبت حفصة وقالت «يَا رَسُولَ اللَّهِ، لَقَدْ جِئْتَ إِلَيَّ بِشَيْءٍ مَا جِئْتَهُ إِلَى أَحَدٍ مِنْ أَزْوَاجِكَ فِي يَوْمِي وَفِي دَوْرِي عَلَى فِرَاشِي»، فقال: «أَلا تَرْضَيْنَ أَنْ أُحَرِّمَهَا فَلا أَقْرَبُهَا أَبَدًا؟» فقالت حفصة: «بَلَى» فحرَّمها النبي على نفسه، وقال لها: «لاَ تَذْكُرِي ذَلِكَ لأَحَدٍ»، فذكرته لعائشة. فنزلت آية: ﴿إِنْ تَتُوبَا إِلَى اللَّهِ فَقَدْ صَغَتْ قُلُوبُكُمَا وَإِنْ تَظَاهَرَا عَلَيْهِ فَإِنَّ اللَّهَ هُوَ مَوْلَاهُ وَجِبْرِيلُ وَصَالِحُ الْمُؤْمِنِينَ وَالْمَلَائِكَةُ بَعْدَ ذَلِكَ ظَهِيرٌ ۝٤﴾ [التحريم:4] فيهما لنهيهما عن الخوض في هذا الأمر.

#### حادثة الإفك
كان النبي محمد حين يخرج في غزواته يقترع بين أزواجه، فأيتهن خرج سهمها خرج بها. ووفقًا لمُعتقد أهل السُنَّة فإنَّه في غزوة غزاها خرج سهم عائشة، فخرجت معه وكانت ذلك بعد نزول آية الحجاب. وبعد أن فرغ النبي محمد من غزوته وبينما هم في طريق العودة إلى المدينة، مشيت عائشة مبتعدة عن الجيش حتى قضت حاجتها. ثم عادت إلى راحلتها، فافتقدت عقد لها، فعادت تلتمسه. فأقبل الموكلون براحلتها، فساروا دون أن يدركوا أنها ليست في هودجها. وبعد فترة، عادت عائشة لتجد الجيش قد رحل، فانتظرت في موضعها، ظنًا منها أنهم سيفتقدونها فيرجعون لها، ثم غلبها النوم فنامت. ثم مر صفوان بن المعطل السلمي، وكان قد تأخر عن الجيش فرآها فعرفها. فأناخ راحلته، حتى ركبت، وانطلق بها حتى بلغا الجيش. وبعد ذلك، انطلقت الأحاديث حول تلك الحادثة، وقال أناس أن شيء ما قد حدث بين عائشة وابن المعطل، وكان على رأس هؤلاء عبد الله بن أبي ابن سلول. وبعد العودة إلى المدينة، اشتكت عائشة من المرض شهرًا، والناس يخوضون في الحديث. بل وتغيّر النبي محمد في تعامله مع عائشة. وبعد أن نقهت، علمت عائشة من أم مسطح بن أثاثة بما يقول الناس، فازداد مرض عائشة، ثم استأذنت النبي أن تلحق ببيت أهلها، فأذن لها. أرسل النبي محمد إلى علي بن أبي طالب وأسامة بن زيد يستشيرهما في تطليق عائشة، فأثنى عليها أسامة بن زيد، وقال فيها خيرًا، فيما قال علي: «يَا رَسُولَ اللَّهِ لَمْ يُضَيِّقْ اللَّهُ عَلَيْكَ وَالنِّسَاءُ سِوَاهَا كَثِيرٌ وَإِنْ تَسْأَلْ الْجَارِيَةَ تَصْدُقْكَ». فأرسل النبي محمد إلى بريرة مولاة عائشة، فقال: «أَيْ بَرِيرَةُ، هَلْ رَأَيْتِ مِنْ شَيْءٍ يَرِيبُكِ؟» فقالت في عائشة خيرًا. فذهب النبي محمد إلى بيت أبي بكر، وفتشهّد ثم قال لعائشة: «مَّا بَعْدُ يَا عَائِشَةُ، فَإِنَّهُ قَدْ بَلَغَنِي عَنْكِ كَذَا وَكَذَا، فَإِنْ كُنْتِ بَرِيئَةً فَسَيُبَرِّئُكِ اللَّهُ، وَإِنْ كُنْتِ أَلْمَمْتِ بِذَنْبٍ فَاسْتَغْفِرِي اللَّهَ وَتُوبِي إِلَيْهِ، فَإِنَّ الْعَبْدَ إِذَا اعْتَرَفَ بِذَنْبِهِ، ثُمَّ تَابَ تَابَ اللَّهُ عَلَيْهِ.» فتلت عائشة آية:﴿وَجَاءُوا عَلَى قَمِيصِهِ بِدَمٍ كَذِبٍ قَالَ بَلْ سَوَّلَتْ لَكُمْ أَنْفُسُكُمْ أَمْرًا فَصَبْرٌ جَمِيلٌ وَاللَّهُ الْمُسْتَعَانُ عَلَى مَا تَصِفُونَ ۝١٨﴾ [يوسف:18] ثم نزل الوحي: ﴿إِنَّ الَّذِينَ جَاءُوا بِالْإِفْكِ عُصْبَةٌ مِنْكُمْ لَا تَحْسَبُوهُ شَرًّا لَكُمْ بَلْ هُوَ خَيْرٌ لَكُمْ لِكُلِّ امْرِئٍ مِنْهُمْ مَا اكْتَسَبَ مِنَ الْإِثْمِ وَالَّذِي تَوَلَّى كِبْرَهُ مِنْهُمْ لَهُ عَذَابٌ عَظِيمٌ ۝١١ لَوْلَا إِذْ سَمِعْتُمُوهُ ظَنَّ الْمُؤْمِنُونَ وَالْمُؤْمِنَاتُ بِأَنْفُسِهِمْ خَيْرًا وَقَالُوا هَذَا إِفْكٌ مُبِينٌ ۝١٢ لَوْلَا جَاءُوا عَلَيْهِ بِأَرْبَعَةِ شُهَدَاءَ فَإِذْ لَمْ يَأْتُوا بِالشُّهَدَاءِ فَأُولَئِكَ عِنْدَ اللَّهِ هُمُ الْكَاذِبُونَ ۝١٣ وَلَوْلَا فَضْلُ اللَّهِ عَلَيْكُمْ وَرَحْمَتُهُ فِي الدُّنْيَا وَالْآخِرَةِ لَمَسَّكُمْ فِي مَا أَفَضْتُمْ فِيهِ عَذَابٌ عَظِيمٌ ۝١٤ إِذْ تَلَقَّوْنَهُ بِأَلْسِنَتِكُمْ وَتَقُولُونَ بِأَفْوَاهِكُمْ مَا لَيْسَ لَكُمْ بِهِ عِلْمٌ وَتَحْسَبُونَهُ هَيِّنًا وَهُوَ عِنْدَ اللَّهِ عَظِيمٌ ۝١٥ وَلَوْلَا إِذْ سَمِعْتُمُوهُ قُلْتُمْ مَا يَكُونُ لَنَا أَنْ نَتَكَلَّمَ بِهَذَا سُبْحَانَكَ هَذَا بُهْتَانٌ عَظِيمٌ ۝١٦ يَعِظُكُمُ اللَّهُ أَنْ تَعُودُوا لِمِثْلِهِ أَبَدًا إِنْ كُنْتُمْ مُؤْمِنِينَ ۝١٧ وَيُبَيِّنُ اللَّهُ لَكُمُ الْآيَاتِ وَاللَّهُ عَلِيمٌ حَكِيمٌ ۝١٨ إِنَّ الَّذِينَ يُحِبُّونَ أَنْ تَشِيعَ الْفَاحِشَةُ فِي الَّذِينَ آمَنُوا لَهُمْ عَذَابٌ أَلِيمٌ فِي الدُّنْيَا وَالْآخِرَةِ وَاللَّهُ يَعْلَمُ وَأَنْتُمْ لَا تَعْلَمُونَ ۝١٩ وَلَوْلَا فَضْلُ اللَّهِ عَلَيْكُمْ وَرَحْمَتُهُ وَأَنَّ اللَّهَ رَءُوفٌ رَحِيمٌ ۝٢٠ يَا أَيُّهَا الَّذِينَ آمَنُوا لَا تَتَّبِعُوا خُطُوَاتِ الشَّيْطَانِ وَمَنْ يَتَّبِعْ خُطُوَاتِ الشَّيْطَانِ فَإِنَّهُ يَأْمُرُ بِالْفَحْشَاءِ وَالْمُنْكَرِ وَلَوْلَا فَضْلُ اللَّهِ عَلَيْكُمْ وَرَحْمَتُهُ مَا زَكَا مِنْكُمْ مِنْ أَحَدٍ أَبَدًا وَلَكِنَّ اللَّهَ يُزَكِّي مَنْ يَشَاءُ وَاللَّهُ سَمِيعٌ عَلِيمٌ ۝٢١﴾ [النور:11–21]. فلما نزلت براءة عائشة، أقسم أبو بكر ألا ينفق على مسطح بن أثاثة وقد كان ممن تكلموا في حق عائشة، فنزل الوحي بقوله: ﴿وَلَا يَأْتَلِ أُولُو الْفَضْلِ مِنْكُمْ وَالسَّعَةِ أَنْ يُؤْتُوا أُولِي الْقُرْبَى وَالْمَسَاكِينَ وَالْمُهَاجِرِينَ فِي سَبِيلِ اللَّهِ وَلْيَعْفُوا وَلْيَصْفَحُوا أَلَا تُحِبُّونَ أَنْ يَغْفِرَ اللَّهُ لَكُمْ وَاللَّهُ غَفُورٌ رَحِيمٌ ۝٢٢﴾ [النور:22]، فعاد أبو بكر إلى الانفاق على مسطح.
يقول العقاد في كتابه «الصديقة بنت الصديق» موقف المستشرقين في حادثة الإفك الذين لا يزالون يجزمون بتلك الواقعة: «إن غرض ابن سلول هذا لهو بعينه غرض كل متشبث بحديث الإفك إلى يومنا هذا، ليتخذ منه سبيلاً إلى الطعن في الإسلام ونبي الإسلام، وبخاصة المبشرين من المستشرقين. فمن هؤلاء من غلب عليه أدب التربية واستبعد حديث الإفك كما فعل موير، حيث قال إن سيرة عائشة قبل الحادث وبعده لتوجب علينا أن نعتقد ببرائتها من التهمة. ومنهم من نقل الحكاية وخلطها بالمعجزات التي لا يصدقها غير المسلم، كما فعل واشنطن إيرفنج في سيرة النبي ، فلم يقطع بنفي صريح أو ترك الباب مفتوحاً للتأويلات والأقاويل. ومنهم من زعم أن السيدة عائشة ابتعدت يوماً كاملا عن النبي قضته في صحبة صفوان خلافاً لكل ما جاء في كل قصة وردت إلينا عن حادثة الإفك، مثل رودويل صاحب ترجمة معاني كلمات القرآن، حيث عرض لهذا الحديث في حاشية من حواشي سورة النور. ومع ذلك هؤلاء هم أشد المستشرقين حذراً في تعرضه لحادثة الإفك. أما بعض المستشرقين المبشرين لم يحذروا هذا الحذر بل جزموا بصحة الحديث، وقال بعضهم إن محمداً استنزل تلك الإيات ليحمي سمعة زوجته، ويدين الوشاة بالعقاب الذي نزل في تلك السورة. وجهلهم للقرآن هو الذي أوقعهم في تلك الفرية على غير علم بمصادرها وموردها.»
أمَّا بالنسبة للشيعة، فقد ذكر بعضُ العُلماء نقلًا عن أحدايث مُختلفة منسوبة لآل البيت النبويّ، أنَّ الإفك تحقق لماريَّة القبطيَّة، وأنَّ الآية نزلت بحقِّها، ووفقًا لهذه الرواية فإنَّ عائشة اتهمت ماريَّة القبطيَّة بالزنا، فذكرت أنَّ ولدها إبراهيم ليس من الرسول، بل من عبدٍ قبطيّ كان المُقوقس عامل الروم على مصر قد أهداه إلى الرسول مع ماريَّة، وكان يدير شؤونها ويخدمها، فغضب النبي من كلام عائشة وأرسل عليّ لقتل القبطي، لكنَّ عليًا اقترح أن يتدبّر الأمر ويتحقق من صحَّة الكلام المنسوب للقبطيّ أولًا، فأذن له الرسول بذلك. فأخذ عليّ السيف وجاء إلى البُستان الذي يعمل فيه القبطي، فلما رأى عليًا والسيف بيده خاف القبطي وصعد على شجرة فنظر علي إلى الأعلى فإذا بالقبطيّ ممسوح ليس له ذكر وآلة رجوليّة، فجاء وأخبر النبيّ بالحقيقة، فدفع الله التهمة عن ماريَّة ونزلت في حقَّها الآيات الدالة على براءتها. ويقول عُلماء الشيعة بعدم صحَّة الرواية السُنيَّة كون الرواي لهذه القصة هي عائشة وأمها ولا يروي ذلك غيرهما، فالظاهر وفقًا لعُلماء الشيعة أنَّ الحديث الذي يرويه العامة موضوعٌ ومُختلق، فمثل هذه الحادثة التي نزلت فيها أكثر من عشر آيات من القرآن ينبغي أن تروى فيها رواية واحدة على الأقل عن صحابي آخر يوافق فيها عائشة في أنها هي المرأة المقذوفة بالزنا، ولكن ذلك لم يحصل.

### وفاة النبي محمد
لما مرض النبي محمد مرضه الأخير، كانت رغبته أن يُمرّض في بيت عائشة، فأذنت له زوجاته. وفي فترة مرضه تلك، جاءه بلال يؤذنه بالصلاة، فقال النبي محمد: «مُرُوا أَبَا بَكْرٍ فَلْيُصَلِّ بِالنَّاسِ»، فقالت عائشة: «يَا رَسُولَ اللَّهِ إِنَّ أَبَا بَكْرٍ رَجُلٌ أَسِيفٌ(2) وَمَتَى مَا يَقُومُ مَقَامَكَ يَبْكِي فَلا يَسْتَطِيعُ فَلَوْ أَمَرْتَ عُمَرَ فَصَلَّى بِالنَّاسِ»، فقال: «مُرُوا أَبَا بَكْرٍ فَلْيُصَلِّ بِالنَّاسِ، فَإِنَّكُنَّ صَوَاحِبَاتُ يُوسُفَ». وقالت عائشة بعد ذلك: «فَوَاللَّهِ مَا حَمَلَنِي حِينَئِذٍ أَنْ أُكَلِّمَهُ فِي ذَلِكَ إِلا كَرَاهِيَةَ أَنْ يَشْأَمَ النَّاسُ بِأَوَّلِ رَجُلٍ يَقُومُ مَقَامَ رَسُولِ اللَّهِ أَبَدًا». وفي يوم الوفاة، دخل عبد الرحمن بن أبي بكر وبيده السواك، وعائشة مسندة النبي محمد إلى صدرها، فرأته ينظر إلى عبد الرحمن فعرفت أنه يحب السواك، فقالت: «آخذه لك»، فأشار برأسه أن نعم، فناولته فاشتد عليه، فقالت: «ألينه لك؟» فأشار برأسه أن نعم، فلينته. ثم حضرت النبي محمد الوفاة، فتذكر عائشة ذلك قائلة: «فَمَاتَ فِي الْيَوْمِ الَّذِي كَانَ يَدُورُ عَلَيَّ فِيهِ فِي بَيْتِي فَقَبَضَهُ اللَّهُ وَإِنَّ رَأْسَهُ لَبَيْنَ نَحْرِي وَسَحْرِي وَخَالَطَ رِيقُهُ رِيقِي».
ودفن النبي محمد في حجرة عائشة في المكان الذي توفي فيه. ويروي سعيد بن المسيب عن عائشة أنها رأت في منامها كأن ثلاثة أقمار سقطت في حجرتي، فسألت أباها، فقال: «يَا عَائِشَةُ، إِنْ تَصْدُقْ رُؤْيَاكِ يُدْفَنُ فِي بَيْتِكِ خَيْرُ أَهْلِ الأَرْضِ ثَلاثَةٌ»، فلما توفي النبي محمد ودفن، قال لها أبو بكر: « يَا عَائِشَةُ، هَذَا خَيْرُ أَقْمَارِكِ، وَهُوَ أَحَدُهَا». ثم دُفن بعد ذلك في حجرتها أبو بكر وعمر بن الخطاب، فكان ذلك تمام الثلاثة أقمار.

### بعد وفاة النبي محمد
بعد وفاة النبي محمد واختيار أبي بكر خليفة للمسلمين، لزمت عائشة حجرتها، ولما أراد أزواج النبي أن يرسلن عثمان إلى أبي بكر يسألنه ميراثهن من النبي محمد، استنكرت عائشة وقالت لهن: «أَلَيْسَ قَدْ قَالَ رَسُولُ اللَّهِ ﷺ لَا نُورَثُ مَا تَرَكْنَا فَهُوَ صَدَقَةٌ». ولم تطل خلافة أبي بكر، فحضرته الوفاة بعد سنتين وثلاثة أشهر وعشر ليال من خلافته. وقد أشرفت عائشة على مرض أبيها، فكانت تعزي نفسها ببيت شعر قائلة:
فنهاها أبو بكر عن ذلك وأمرها بتلاوة القرآن، وقال لها: « لا تَقُولِي هَكَذَا يَا بُنَيَّةُ، وَلَكِنْ قُولِي ﴿وَجَاءَتْ سَكْرَةُ الْمَوْتِ بِالْحَقِّ ذَلِكَ مَا كُنْتَ مِنْهُ تَحِيدُ ۝١٩﴾»، فعادت وأنشدت:
فقال أبو بكر: «ذَاكَ رَسُوْلُ الله ﷺ». وقد أوصى أبو بكر عائشة أن يدفن بجوار النبي محمد، فلما توفي حفر له في حجرة عائشة، وجُعل رأسه عند كتفي النبي محمد.
بعد وفاة أبي بكر، كرّست عائشة حياتها لنشر الدين الإسلامي، فكانت تروي الحديث وتفتي في أمور الدين، وكان عمر ثم عثمان يرسلان إليها فيسألانها. ولما طُعن عمر، أرسل ابنه عبد الله ليستأذن عائشة في أن يدفن إلى جوار النبي محمد وأبي بكر. فقالت عائشة: «قَدْ كُنْتُ أُرِيدُهُ لِنَفْسِي وَلأُوثِرَنَّهُ الْيَوْمَ عَلَى نَفْسِي». فعاد عبد الله بالخبر إلى أبيه، فقال: «الْحَمْدُ لِلَّهِ، مَا كَانَ شَيْءٌ أَهَمَّ إِلَيَّ مِنْ ذَلِكَ، فَإِذَا أَنَا قُبِضْتُ فَاحْمِلُونِي، ثُمَّ سَلِّمْ، وَقُلْ: يَسْتَأْذِنُ عُمَرُ فَإِنْ أَذِنَتْ لِي فَأَدْخِلُونِي وَإِنْ رَدَّتْنِي فَرُدُّونِي إِلَى مَقَابِرِ الْمُسْلِمِينَ». وبعد وفاته، عاد عبد الله فاستأذن عائشة، فأذنت له، فكان عمر ثالث ثلاثة دفنوا في حجرتها.

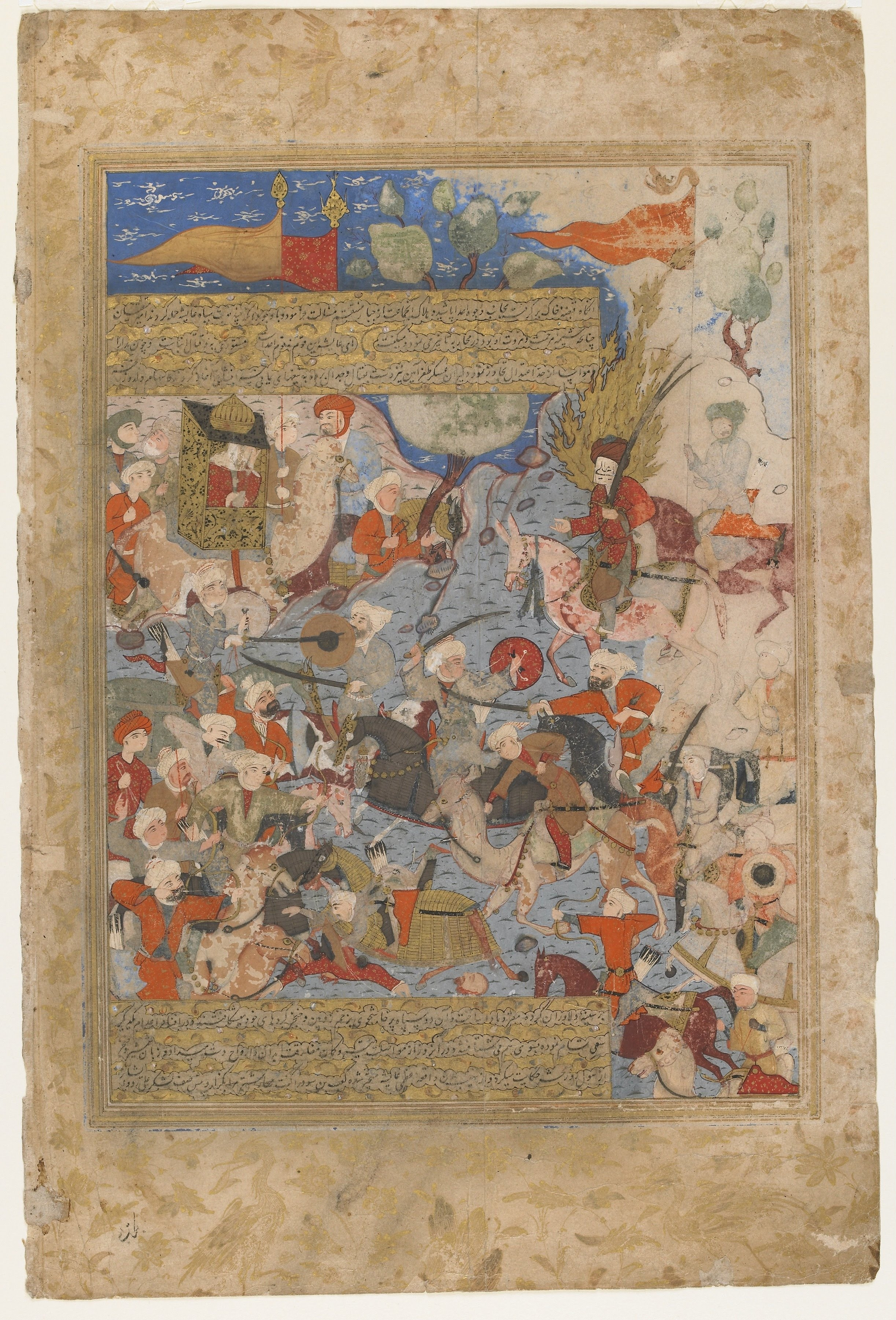
رسم تُركي عُثماني لموقعة الجمل، وقد غُطي وجه كلًا من عائشة وعليّ باللون الأبيض.

وفي عهد عثمان، حجّ عثمان بأمهات المؤمنين وفيهم عائشة، فأكرم منزلتهن فجعل عبد الرحمن بن عوف على مقدمة قاطرتهن، وسعيد بن زيد على مؤخرة القاطرة. وظلت عائشة على علاقة طيبة بعثمان حتى مقتله، فكانت من أوائل من طالب بدمه والقصاص من قتلته والثائرين عليه. كانت عائشة في مكة وقت مقتله، وبلغها الخبر في طريق عودتها للمدينة، فقفلت راجعة إلى مكة، واجتمع الناس إليها فقالت: «يا أيها الناس إن الغوغاء من أهل الأمصار وأهل المياه وعبيد أهل المدينة اجتمعوا أن عاب الغوغاء على هذا المقتول بالأمس الإرب واستعمال من حدثت سنه. وقد استعمل أسنانهم قبله، ومواضع من مواضع الحمى حماها لهم وهي أمور قد سبق بها لا يصلح غيرها، فتابعهم ونزع لهم عنها استصلاحا لهم. فلما لم يجدوا حجة ولا عذرًا خلجوا وبادوا بالعدوان ونبا فعلهم عن قولهم فسفكوا الدم الحرام، واستحلوا البلد الحرام وأخذوا المال الحرام، واستحلوا الشهر الحرام. والله لإصبع عثمان خير من طباق الأرض أمثالهم فنجاة من اجتماعكم عليهم حتى ينكل بهم غيرهم ويشرد من بعدهم. ووالله لو أن الذي اعتدوا به عليه كان ذنبًا لخلص منه كما يخلص الذهب من خبثه أو الثوب من درنه إذ ماصوه كما يماص الثوب بالماء». كانت عائشة ترى بمظلومية عثمان في دعوى الثائرين عليه، خاصة وهي التي روت حديث وصية النبي محمد لعثمان لكي لا يتنازل عن الخلافة إن وليها مهما طلبوا منه ذلك، فقد روى النعمان بن بشير عن عائشة أنها قالت: «قَالَ رَسُولُ اللَّهِ ﷺ: يَا عُثْمَانُ إِنْ وَلَّاكَ اللَّهُ هَذَا الْأَمْرَ يَوْمًا، فَأَرَادَكَ الْمُنَافِقُونَ أَنْ تَخْلَعَ قَمِيصَكَ الَّذِي قَمَّصَكَ اللَّهُ، فَلَا تَخْلَعْهُ، يَقُولُ: ذَلِكَ ثَلَاثَ مَرَّاتٍ»، قال النعمان فقلت لعائشة: «مَا مَنَعَكِ أَنْ تُعْلِمِي النَّاسَ بِهَذَا؟»، قالت: «أُنْسِيتُهُ وَاللَّهِ». بل وغضبت عائشة من أخيها محمد لما كان له من دور في حصار عثمان.

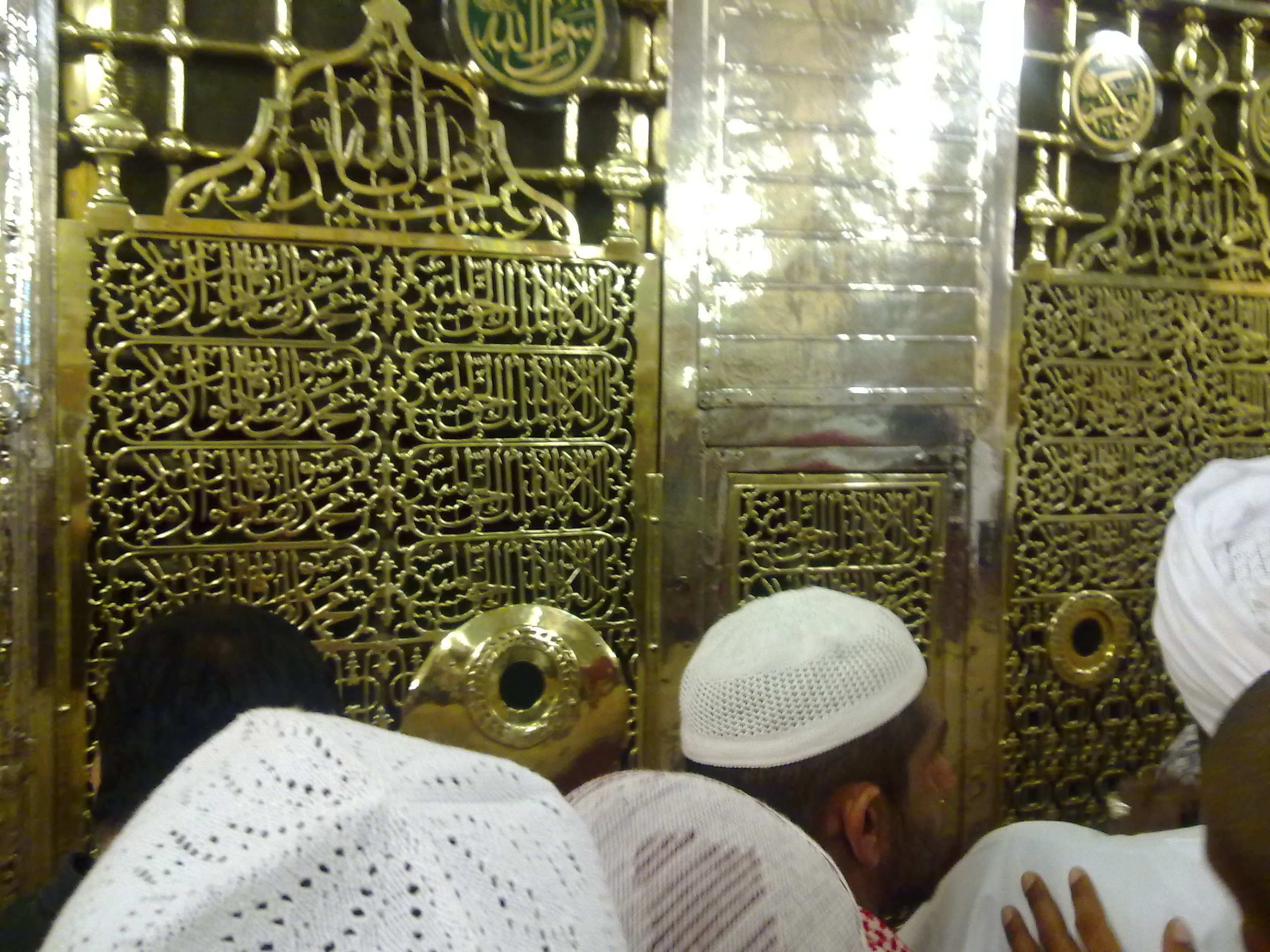
حجرة عائشة حيث دفن النبي محمد وصاحبيه أبو بكر وعمر.

بعد مبايعة علي بن أبي طالب بالخلافة، قصدت عائشة وطلحة بن عبيد الله والزبير بن العوام على رأس جيش جرار البصرة، وطالبوا عليًا بمعاقبة قتلة عثمان، فأعد علي جيشًا من رجال الكوفة، وإتجه لملاقاتهم وحسب رواية أرسل لهم بضع رجاله يدعوهم للتريّث حتى تهدأ الأمور، فيتسنّى له القبض على قتلة عثمان، وتنفيذ القصاص فيهم، فالأمر يحتاج إلى الصبر. فاقتنعوا بفكرة علي التي جاءهم بها القعقاع بن عمرو التميمي، وباتوا ليلتهم على ذلك. غير أن هناك من دبّر للفتنة بين الفريقين في الليل، فدسوا في كلا المعسكرين من يقتل بعض الجنود ليتأجج القتال بين الفريقين بعد أن يظن كلا الطرفين أن الطرف الآخر غدر به. وبحسب رواية أخرى، جاء جيش علي ليواجه جيش عائشة ومن معها وبعد جدال مع قادة الجيش أمر علي بأن يتقدم أحد الفتية نحو جيش عائشة حاملاً القرآن ويدعوهم إليه، فقطعوا يداه فحمل القرآن بأسنانه حتى قتلوه، فانتفض علي بجيشه ليهاجم جيش عائشة. واندلعت المعركة التي وقع فيها طلحة والزبير قتلى. ولما رأت عائشة ما يجري من قتال، ناولت كعب بن سور الأزدي الذي كان يُمسك بلجام ناقتها مصحفًا، وأمرته أن يدعوا الناس للكف عن القتال قائلةً: «خل يا كعب عن البعير، وتقدم بكتاب الله فادعهم إليه». فرمي بعضهم كعب بسهم قتله، وأصيبت عائشة نفسها في يدها بسهم طائش اخترق هودجها. ثم استحرّ القتال حول الجمل الذي يحمل هودج عائشة، حتى عُقر الجمل، وانتهت المعركة بانتصار أصحاب علي. ثم أمر علي بتنحية هودج عائشة، وأرسل أخاها محمد بن أبي بكر لتفقُّد حالها، فلما اطمئن على حالها، جهّزها بالزاد، وأعادها إلى المدينة برفقة أخيها محمد وابنيه الحسن والحسين وأربعين امرأة من نساء البصرة المعروفات.

### وفاتها
بعد موقعة الجمل، عادت عائشة فلزمت بيتها حتى حضرتها الوفاة في ليلة الثلاثاء 17 رمضان 57 هـ وقيل 58 هـ وقيل 59 هـ، وصلى عليها أبو هريرة بعد صلاة الوتر، ونزل في قبرها عبد الله وعروة ابنا الزبير بن العوام من أختها أسماء بنت أبي بكر والقاسم وعبد الله ابني محمد بن أبي بكر، وعبد الله بن عبد الرحمن بن أبي بكر، ودفنت في البقيع.

## مكانة عائشة

### عند أهل السنة والجماعة
تعُجّ كتب أهل السنة والجماعة بالأحاديث وفضائل مكانة عائشة، فهي عند أهل السنة أم المؤمنين وأحب نساء النبي محمد إليه، فقد روى الترمذي في سننه حديثًا سُأل فيه النبي محمد عن أحب الناس إليك؟ فقال: «عائشة»، ثم سُأل: «من الرجال؟» قال: «أبوها». ويرى أهل السنة أن الناس في زمن النبي محمد كانوا يعرفون محبتها عند النبي محمد، فكانوا يتحرون بهداياهم يوم عائشة، مما أثار ذلك غيرة أمهات المؤمنين، وسألن أم سلمة أن تطلب من النبي أن يأمر الناس أن يهدوا إليه حيثما كان، فقال لها: «يَا أُمَّ سَلَمَةَ لَا تُؤْذِينِي فِي عَائِشَةَ فَإِنَّهُ وَاللَّهِ مَا نَزَلَ عَلَيَّ الْوَحْيُ وَأَنَا فِي لِحَافِ امْرَأَةٍ مِنْكُنَّ غَيْرِهَا». وهي عند أهل السنة المبرأة في حادثة الإفك بآيات من القرآن، أُنزلن من فوق سبع سماوات. أنه من فضلها أنه نزل على النبي محمد الوحي وهو في لحافها دون غيرها. وأن النبي محمد حين مرض مرضه الأخير اختار أن يُمضي أيامه الأخيرة في حجرتها دون غيرها من نسائه.

### عند الشيعة
تختلف نظرة الشيعة لعائشة بنت أبي بكر من ناحية المكانة والتقديس، فهم يجدون أنها كانت معادية لأهل البيت وتجلى ذلك في عدة حوادث أهمها تجييشها للجيوش والكتائب لحرب علي، فالشيعة يرون أن حرب الجمل لم تكن من أجل أخذ الثأر لعثمان، وإنما لإسقاط خلافة علي بن أبي طالب وتقويض أركان حكمه. وقد ألف فيها متأخروهم ومتقدموهم كتبًا في ذمها ككتاب «الكافئة في إبطال توبة الخاطئة» للشيخ المفيد من المتأخرين وفي أجزاء المثالب للمجلسي والفاحشة لياسر الحبيب، ورووا في ذمها روايات عن النبي محمد وأهل البيت. فقالوا أن النبي محمد قال: «ما تدع عائشة عداوتنا أهل البيت». وأن جعفر الصادق سأل يومًا أصحابه: «تدرون مات النبي  أو قُتل؟ إن الله يقول: ﴿أَفَإِنْ مَاتَ أَوْ قُتِلَ انْقَلَبْتُمْ عَلَى أَعْقَابِكُمْ﴾، فُسَمَّ قبل الموت! إنّهما سقتاه!(3)» فقالوا: «إنهما وأبويهما شرّ من خلق الله!». وغيرها من الأحاديث المنقولة على لسان جعفر الصادق.
يتفق جمهور علماء الشيعة على تنزيه عائشة من الزنا بل إنهم يرون أن كل زوجات الأنبياء منزهات عن الفاحشة ويقول في هذا عبد الحسين شرف الدين العاملي: «أنها عند الإمامية وفي نفس الأمر والواقع أنقى جيبًا، وأطهر ثوبًا، وأعلى نفسًا، وأغلى عرضًا، وأمنع صونًا، وأرفع جنابًا، وأعز خدرًا، وأسمى مقامًا من أن يجوز عليها غير النزاهة أو يمكن في حقها إلا العفة والصيانة». وكان الأمين العام للمجمع العالمي للتقريب بين المذاهب الإسلامية في إيران آية الله محمد علي تسخيري قد ذكر في حوار له في مؤتمر عقد بالدوحة أنَّ عُلماء الاثنا عشريَّة المُعاصرين يجلّون ويحترمون عائشة خلافاً لمتقدميهم، فقال: «إننا جميعا نحترم السيدة عائشة أم المؤمنين ».
وحرَّم عدد من مرجعيَّات وعُلماء ومشايخ الشيعة الاثنا عشريَّة التعرّض لِعائشة بنت أبي بكر بالسب أو الذم أو القدح لأنَّ ذلك ينشر البغضاء بين المُسلمين ويتعرَّض لِشرف الرسول مُحمَّد، وفي مٌقدِّمة هؤلاء العلماء: فتوى المُرشد الأعلى للثورة الإسلاميَّة في إيران علي خامنئي والعلَّأمة السيِّد مُحمَّد حسين فضل الله.

## عِلمها بالدين
كانت عائشة من أعلم النساء بدين الإسلام وما اتصل به من قرآن وتفسير وحديث وفقه، فقد قال مسروق بن الأجدع: «رأيت مشيخة أصحاب محمد يسألونها عن الفرائض». وكان عمر يحيل إليها كل ما يتعلق بأحكام النساء، أو بأحوال النبي البيتية، لا يضارعها في هذا الاختصاص أحدٌ على الإطلاق. وقال الزهري: «لو جمع علم عائشة إلى علم جميع النساء لكان علم عائشة أفضل». بل وقال الحاكم في المستدرك أن «مَا رَأَيْتُ أَحَدًا أَعْلَمَ بِالْحَلَالِ وَالْحَرَامِ وَالْعِلْمِ وَالشِّعْرِ وَالطِّبِّ مِنْ عَائِشَةَ أُمِّ الْمُؤْمِنِينَ»، وقال أبو موسى الأشعري: «ما أشكل علينا أصحاب رسول الله ﷺ حديث قط فسألنا عائشة إلا وجدنا عندها منه علمًا».
كانت عائشة كثيرة السؤال للنبي محمد عن معاني الآيات القرآنية، فمكّنها ذلك من القدرة على تفسير القرآن. كما تمتعت عائشة بنت أبي بكر بذاكرة قوية مكّنتها من رواية الكثير من الأحاديث عن النبي محمد، إلى جانب حفظها الكثير من الشعر والأمثال، بالإضافة إلى كثرة سؤالها للنبي محمد، حتى قال عنها ابن أبي مليكة: «كانت لا تسمع شيئًا لا تعرفه إلا وراجعت فيه حتى تعرفه». فكانت تصحح للصحابة ما أخطأوا فيه، فقد بلغها يومًا أن عبد الله بن عباس أفتى بأن من أهدى هديًا حرم عليه ما يحرم على الحاج حتى ينحر هديه، فقالت: «ليس كما قال ابن عباس أنا فتلت قلائد هدي رسول الله ﷺ بيدي، ثم قلدها رسول الله ﷺ بيديه، ثم بعث بها مع أبي فلم يحرم على رسول الله ﷺشيء أحله الله له حتى نحر الهدي». وقد ألّف بدر الدين الزركشي كتابًا ذكر فيه كل المسائل التي قيل أن عائشة استدركتها على الصحابة، وسماه «الإجابة لإيراد ما استدركته عائشة عن الصحابة»، وقد حقق في تلك في هذه المسائل وبين صحيحها من ضعيفها. وكانت عائشة تبذل الوسيلة لشرح الدين، فكانت تلجأ أحيانًا للشرح العملي كأن تتوضأ أمام بعضهم لتُعلّمه كيف يتوضأ، بل وتبادر إلى بيان الأحكام حتى دون أن تُسأل، كما كانت تلجأ للاستدلال في الفقه.
وقد روت عائشة العديد من الأحاديث عن النبي محمد مباشرة، لما توفّر لها من حظ ملازمته، وقلّما روت عن أحدهم عن النبي محمد، فأصبحت حجرتها مقصد طلاب الحديث، حتى قال الذهبي أن أكثر من مئة شخص روى عن عائشة. ويعد أشهر من روى عن عائشة من الصحابة عمر بن الخطاب وابنه عبد الله وأبو هريرة وأبو موسى الأشعري وعبد الله بن عباس وعبد الله بن الزبير، ومن التابعين عروة بن الزبير والقاسم بن محمد بن أبي بكر وعلقمة بن قيس وعكرمة ومجاهد والشعبي وزر بن حبيش ومسروق بن الأجدع وعبيد بن عمير الليثي وسعيد بن المسيب والأسود بن يزيد ومحمد بن سيرين وطاووس بن كيسان وعطاء بن أبي رباح وسليمان بن يسار وعلى بن الحسين ويحيى بن يعمر وابن أبي مليكة وأبو بردة بن أبي موسى الأشعري وأبو الزبير المكي ومطرف بن عبد الله بن الشخير وغيرهم، ومن النساء عمرة بنت عبد الرحمن ومعاذة العدوية وعائشة بنت طلحة وجسرة بنت دجاجة وحفصة بنت عبد الرحمن بن أبي بكر وخيرة أم الحسن البصري وصفية بنت شيبة وغيرهن. وقد عدّ الذهبي أحاديث عائشة 2210 حديث، منها 174 متفق عليه، وانفرد البخاري بأربعة وخمسين حديثًا، ومسلم بتسعة وستين حديثًا.

## عائشة وحقوق النساء
لمحبة النبي محمد لعائشة، كانت النساء يلجأن إلى عائشة لتنقل شكواهن إلى النبي محمد لما لها من مكانة عنده، والأمثلة كثيرة في هذا الصدد. فتروي عائشة أن الرجل كان يُطلّق امرأته ما شاء ثم يرجعها في عدتها، وإن طلقها مائة مرة، حتى قال رجل لامرأته: «والله لا أطلقك فتبيني مني، ولا آويك أبدًا»، فقالت: «وكيف ذلك؟»، قال: «أطلقك، فكلما همت عدتك أن تنقضي راجعتك». فذهبت المرأة إلى عائشة فأخبرتها، فانتظرت عائشة حتى جاء النبي محمد فأخبرته، فنزل الوحي بقوله: ﴿الطَّلَاقُ مَرَّتَانِ فَإِمْسَاكٌ بِمَعْرُوفٍ أَوْ تَسْرِيحٌ بِإِحْسَانٍ وَلَا يَحِلُّ لَكُمْ أَنْ تَأْخُذُوا مِمَّا آتَيْتُمُوهُنَّ شَيْئًا إِلَّا أَنْ يَخَافَا أَلَّا يُقِيمَا حُدُودَ اللَّهِ فَإِنْ خِفْتُمْ أَلَّا يُقِيمَا حُدُودَ اللَّهِ فَلَا جُنَاحَ عَلَيْهِمَا فِيمَا افْتَدَتْ بِهِ تِلْكَ حُدُودُ اللَّهِ فَلَا تَعْتَدُوهَا وَمَنْ يَتَعَدَّ حُدُودَ اللَّهِ فَأُولَئِكَ هُمُ الظَّالِمُونَ ۝٢٢٩ فَإِنْ طَلَّقَهَا فَلَا تَحِلُّ لَهُ مِنْ بَعْدُ حَتَّى تَنْكِحَ زَوْجًا غَيْرَهُ فَإِنْ طَلَّقَهَا فَلَا جُنَاحَ عَلَيْهِمَا أَنْ يَتَرَاجَعَا إِنْ ظَنَّا أَنْ يُقِيمَا حُدُودَ اللَّهِ وَتِلْكَ حُدُودُ اللَّهِ يُبَيِّنُهَا لِقَوْمٍ يَعْلَمُونَ ۝٢٣٠﴾ [البقرة:229–230]. وفي مثال آخر، دخلت فتاة على عائشة تشتكي بأن أباها زوجها بابن أخيه وهي كارهة، فأخبرت عائشة النبي محمد، فأرسل إلى أبيها، فجعل الأمر إليها، فقالت: «يا رسول الله، قد أجزت ما صنع أبي، ولكني أردت أن أعلم النساء من الأمر شيئًا؟».
وبعد وفاة النبي محمد، بقيت عائشة تدافع عن المرأة، وتنكر على كل من يتكلم بشيء ينال من كرامة المرأة وتغضب منه. فقد دخل عليها يومًا رجلان فقالا: «إن أبا هريرة يحدث أن النبي كان يقول إنما الطيرة في المرأة والدابة والدار»، فغضبت ثم قالت: «كذب، والذي أنزل القرآن على أبي القاسم من حدث بهذا عن رسول الله ﷺ، إنما قال رسول الله ﷺ: كان أهل الجاهلية يقولون: إن الطيرة في الدابة والمرأة والدار»، ثم قرأت: ﴿مَا أَصَابَ مِنْ مُصِيبَةٍ فِي الْأَرْضِ وَلَا فِي أَنْفُسِكُمْ إِلَّا فِي كِتَابٍ مِنْ قَبْلِ أَنْ نَبْرَأَهَا إِنَّ ذَلِكَ عَلَى اللَّهِ يَسِيرٌ ۝٢٢﴾ [الحديد:22]
وكما كانت شديدة الدفاع عن النساء وحقوقهن، كانت شديدة الإنكار على النساء اللواتي يخالفن سنة النبي محمد وأحكام الشريعة. فقد دخل عليها يومًا نسوة من أهل الشام، فقالت: «ممن أنتن؟»، قلن: «من أهل الشام»، قالت: «لعلكن من الكورة التي تدخل نساؤها الحمامات»، قلن: «نعم»، فقالت: «أما إني سمعت رسول الله ﷺ يقول ما من امرأة تخلع ثيابها في غير بيتها إلا هتكت ما بينها وبين الله تعالى». ولما رأت تغيرًا في ملابس بعض النساء بعد وفاة النبي محمد، أنكرت عليهن وقالت: «لو أدرك رسول الله ﷺ ما أحدث النساء لمنعهن المسجد، كما منعه نساء بني إسرائيل».

## هوامش
- 1: المغافير: صمغ حلو المذاق كريه الرائحة.[126]
- 2: رجل أسيف: رقيق.
- 3: يعني عائشة وحفصة.

## وصلات خارجية
- تراجم الأعلام> عائشة أم المؤمنين - موقع المكتبة الإسلامية على شبكة إسلام ويب.
- من فضائل أم المؤمنين عائشة - رضي الله عنها - ومناقبها حبيبة رسول الله - صلَّى الله عليه وسلَّم - الشيخ عاطف عبد المعز الفيومي - على موقع صيد الفوائد
- أم المؤمنين عائشة بنت أبي بكر، رابطة أدباء الشام.
- أحاديث أم المؤمنين عائشة، عالم الدين السيد مرتضى العسكري، مكتبة يعسوب الدين - ج1 - ج2.
- تحميل أحاديث أم المؤمنين عائشة، عالم الدين السيد مرتضى العسكري، موقع الشيعة - ج1 - ج2.
- عائشة عند الشيعة الإمامية.